# 雞陵縣
雞陵縣，是明代交阯承宣布政使司諒山府下轄的一個縣，永樂九年改名鎮夷縣，後陷入安南，治所約在今越南諒山省的右隴縣。

## 沿革
- 永樂五年六月癸未朔（1407年7月5日），隸諒山府[2]。
- 永樂七年正月二十一甲子（1409年2月5日），設雞陵縣之鎮夷倉，雞陵縣之鎮夷關廵檢司[3]。
- 永樂七年九月十六日（1409年10月24日），設雞陵縣醫學[4]。
- 永樂九年四月十三日（1411年5月5日），改雞陵縣為鎮夷縣，雞林遞運所為鎮夷遞運所；以瘴癘徙交阯鎮夷關於松嶺高爽之地[5]。